# Karel Dostal
Karel Dostal (14. března 1884 Nymburk – 1. března 1966 Praha) byl český divadelní režisér a herec.

## Život
Narodil se v Nymburce v rodině spolumajitele poděbradského cukrovaru Leopolda Dostala a bývalé herečky Prozatímního divadla Marie Horské-Kallmünzerové. Celá rodina byla umělecky zaměřená – i jeho sourozenci se zčásti zabývali divadlem nebo malířstvím. V roce 1904 vystoupil poprvé na profesionální scéně ve smíchovské Aréně. Karel vystudoval Českou reálku v Praze a potom studoval dva roky na Filozofické fakultě Univerzity Karlovy. Poté přešel na Vysokou školu divadelního umění (Hochschule für dramatische Kunst) v Berlíně u Emanuela Reichera. V letech 1908–1910 hrál v Berlíně u režiséra Emila Geyera a v letech 1910–1912 v Německém divadle (Deutsches Theater) v Berlíně u Maxe Reinhardta. V roce 1912 byl členem Dvorního divadla (Hoftheater) v Meiningenu (Meininger Hoftheater) v Durynsku, v roce 1913 vystupoval pohostinsky na Goethových slavnostech v Düsseldorfu.
V roce 1915 narukoval do armády. Bojoval na italské frontě a byl raněn. Před koncem první světové války hrál na Nové vídeňské scéně (Neue Wiener Bühne).
V roce 1919 vystoupil na scéně Národního divadla jako host. Pro zřejmé německé školení nebyl angažován, ale na podnět Jaroslava Kvapila se v sezóně 1919–1920 stal prvním ředitelem divadla v Českých Budějovicích. V roce 1920 měl nastoupit jako šéf činohry Slovenského národního divadla v Bratislavě. Dal ale přednost místu herce a režiséra v Divadle na Vinohradech, kde působil v letech 1920–1922. V letech 1922–1955 pak působil v Národním divadle v Praze. Zde zastával i různé funkce:

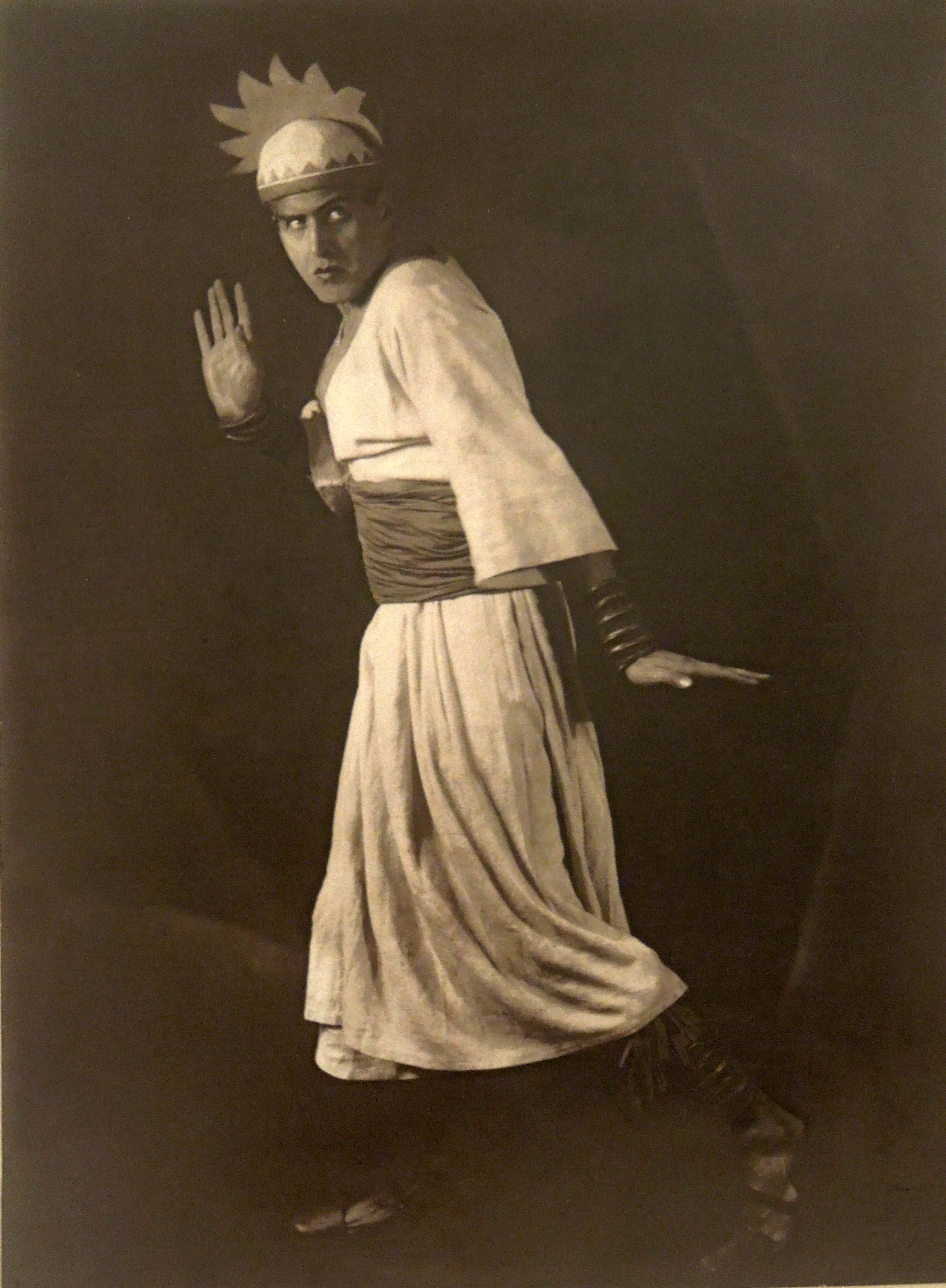
Karel Dostal jako Lanzarika v inscenaci Ohnivý buben (F. T. Marinetti, 1922)

- Karel Dostal jako Lanzarika v inscenaci Ohnivý buben (F. T. Marinetti, 1922)1924–? – zástupce šéfa činohry[zdroj?]
- 1925–1929 – člen poradního sboru činohry[zdroj?]
- 1935–1952 – vrchní režisér činohry[zdroj?]
- 1938–1939 – náměstek šéfa činohry
- 1941–1942 – opět náměstek šéfa činohry
- 1945–1946 – člen tříčlenné správy vedení činohry[zdroj?]
- 1946–1947 – šéf činohry

Po odchodu z Národního divadla režíroval mimo jiné ve Vesnickém divadle, pohostinsky ve Varnsdorfu, Mladé Boleslavi, v Městských divadlech pražských či v Gottwaldově. V sezóně 1958–1959 byl šéfem činohry Východočeského divadla v Pardubicích.
Pohřben je na pražských Olšanech.
Karel Dostal se 22. května 1909 v Saargemündu (který v té době náležel do Německa ale dnes je součástí Francie) oženil s Žofii Bartelovou (1885–1943),která pocházela s Francie a se kterou měl dvě děti: Petra Dostala (*1911), později praktického lékaře a od něho vnučku Michaelu (1936) a vnuka Tomáše (1938). A syna Jana Dostala (* 1920). Po ovdovění se znovu oženil s Emilií Strnadovou (1906–1984), s níž měl dceru Marii Magdalenu (* 1948).

## Dílo

### Divadelní režie
Karel Dostal inscenoval během svého třicetiletého působení v Národním divadle desítky představení. Mezi nejvýznamnější patří jeho početné inscenace antických tragédií (Antigona (1925, 1941), Orfeus a Eurydika (1939), Medeia (1942), Ifigenie na Tauridě (1943), Oresteia (1947)), které politicky rezonovaly zejména za 2. světové války, podobně jako inscenace Beethovenova Fidelia (1944), již německé vedení ihned po premiéře zakázalo. Uvedl zde také ve světové premiéře některá díla moderních dramatiků (L. Pirandello: Šest postav hledá autora (1923). Slavné byly také jeho režie her Karla Čapka z konce třicátých let: Bílá nemoc (1937), Matka 1938, 1945) a R.U.R. (1939).
| „                      | Beze zbytku jsme si ho ovšem vážili jako velkého, citlivého umělce. Zdeněk Štěpánek se jednou vyjádřil, že mu některá Dostalova režie připadala jako "vzácná krajka příjemné, něžné práce". Neřekl bych to lépe, snad jen dodám, že mi tak připadala každá Dostalova režie. | “ |
| — František Filipovský | |   |

### Divadelní role
Karel Dostal upřednostnil svou činnost režisérskou a vystupoval jen v menších vedlejších rolích.

### Filmografie (výběr)
Kompletní filmografie Karla Dostala: viz .
- 1932 Načeradec král kibiců (soudce)
- 1937 Bílá nemoc (ministr propagandy)
- 1937 Svět patří nám (tajemník Noelovy firmy)
- 1937 Tři vejce do skla (sekretář nepravého maharádži)
- 1938 Cech panen kutnohorských (císař Rudolf II.)
- 1939 Kouzelný dům (Rudolf Unger, generální ředitel)
- 1939 Humoreska
- 1939 Muž z neznáma (viceprezident Northon)
- 1940 Druhá směna (předseda senátu)
- 1941 Hotel Modrá hvězda (ředitel hotelového koncernu)
- 1941 Těžký život dobrodruha (Dr. Seidl)
- 1941 Turbina (hudební kritik König)
- 1942 Barbora Hlavsová (řezbář Lukáš Hlavsa)
- 1943 Tanečnice (lékař Drážďanské opery)
- 1945 Rozina sebranec (nejstarší cechmistr)
- 1946 Housle a sen (Niccolò Paganini)
- 1947 Podobizna (lichvář Chazaj)
- 1947 Týden v tichém domě (dvorní rada)
- 1948 Krakatit (Profesor chemie ve snu)
- 1949 Revoluční rok 1848 (Kníže Alfred Windischgrätz)
- 1950 Posel úsvitu (primátor)
- 1950 Temno
- 1951 Mikoláš Aleš (profesor Woltmann)
- 1955 Z mého života (Josef Wenzig)
- 1960 Pochodně (továrník)

### Překlad
- Frank Wedekind: Smrt a ďábel (Tod und Teufel)[zdroj?]